# Чемпіонат Європи з веслування на байдарках і каное 2022
Чемпіонат Європи з веслування на байдарках і каное 2022 пройшов 18—21 серпня у Мюнхені (Німеччина) в рамках мультиспортивного чемпіонату Європи. Змагання були кваліфікаційними на Європейські ігри 2023 року.

## Медальний залік
*   Країна-господарка ( Німеччина)
| Місце                | Країна               | Золото | Срібло | Бронза | Загалом |
| -------------------- | -------------------- | ------ | ------ | ------ | ------- |
| 1                    | Угорщина             | 9      | 4      | 4      | 17      |
| 2                    | Німеччина*           | 8      | 3      | 5      | 16      |
| 3                    | Іспанія              | 5      | 7      | 3      | 15      |
| 4                    | Велика Британія      | 5      | 3      | 3      | 11      |
| 5                    | Польща               | 4      | 6      | 5      | 15      |
| 6                    | Італія               | 2      | 4      | 3      | 9       |
| 7                    | Португалія           | 2      | 1      | 2      | 5       |
| 8                    | Україна              | 1      | 4      | 3      | 8       |
| 9                    | Литва                | 1      | 1      | 2      | 4       |
| 10                   | Данія                | 1      | 1      | 1      | 3       |
| 11                   | Чехія                | 1      | 1      | 0      | 2       |
| 12                   | Румунія              | 1      | 0      | 1      | 2       |
| 13                   | Франція              | 0      | 1      | 3      | 4       |
| 14                   | Бельгія              | 0      | 1      | 1      | 2       |
| 14                   | Словенія             | 0      | 1      | 1      | 2       |
| 16                   | Латвія               | 0      | 1      | 0      | 1       |
| 16                   | Молдова              | 0      | 1      | 0      | 1       |
| 16                   | Словаччина           | 0      | 1      | 0      | 1       |
| 19                   | Хорватія             | 0      | 0      | 2      | 2       |
| 20                   | Швеція               | 0      | 0      | 1      | 1       |
| Загалом (20 збірних) | Загалом (20 збірних) | 40     | 41     | 40     | 121     |

## Результати

### Чоловіки
Неолімпійські дистанції 

#### Каное
| Дистанція  | Золото                                         | Золото    | Срібло                                                                         | Срібло    | Бронза                                 | Бронза           |
| ---------- | ---------------------------------------------- | --------- | ------------------------------------------------------------------------------ | --------- | -------------------------------------- | ---------------- |
| К–1 200 м  | Херікас Жустаутас Литва                        | 39.832    | Пабло Гранья Іспанія                                                           | 39.894    | Олексій Колядич Польща                 | 40.166           |
| К–1 500 м  | Мартін Фукса Чехія                             | 1:47.183  | Сергій Тарновський Молдова                                                     | 1:48.160  | Кетелін Чиріле Румунія                 | 1:48.364         |
| К–1 1000 м | Кетелін Чиріле Румунія                         | 3:49.681  | Мартін Фукса Чехія                                                             | 3:50.032  | Карло Таччіні Італія                   | 3:51.637         |
| К–1 5000 м | Себастьян Брендель Німеччина                   | 22:50.803 | Балаж Адольф Угорщина                                                          | 22:52.684 | Карло Таччіні Італія                   | 23:13.346        |
| К–2 200 м  | Польща Арсен Сливінський Александр Квітевський | 36.919    | Іспанія Антоні Сегула Альфонсо Бенавідес Литва Херікас Жустаутас Вадим Коробов | 37.592    | Не нагороджували                       | Не нагороджували |
| К–2 500 м  | Іспанія Жоан Морено Адріан С'єро               | 1:44.822  | Польща Віктор Глазунов Томаш Барняк                                            | 1:45.499  | Німеччина Себастьян Брендель Тім Гекер | 1:45.510         |
| К–2 1000 м | Німеччина Себастьян Брендель Тім Гекер         | 3:32.896  | Італія Ніколае Крачун Даніеле Сантіні                                          | 3:34.318  | Угорщина Балаш Адольф Даніель Феєш     | 3:34.585         |

#### Байдарка
| Дистанція  | Золото                                                               | Золото    | Срібло                                                            | Срібло    | Бронза                                                      | Бронза    |
| ---------- | -------------------------------------------------------------------- | --------- | ----------------------------------------------------------------- | --------- | ----------------------------------------------------------- | --------- |
| Б–1 200 м  | Кевін Сантос Португалія                                              | 36.975    | Робертс Акменс Латвія                                             | 37.028    | Петтер Меннінг Швеція                                       | 37.055    |
| Б–1 500 м  | Якоб Шопф Німеччина                                                  | 1:38.012  | Адам Варга Угорщина                                               | 1:38.237  | Фернандо Пімента Португалія                                 | 1:38.803  |
| Б–1 1000 м | Балінт Копас Угорщина                                                | 3:29.898  | Фернандо Пімента Португалія                                       | 3:31.964  | Артуур Петерс Бельгія                                       | 3:32.401  |
| Б–1 5000 м | Фернандо Пімента Португалія                                          | 20:14.447 | Вальтер Бузан Іспанія                                             | 20:17.659 | Рафал Росольський Польща                                    | 20:44.717 |
| Б–2 200 м  | Італія Манфреді Ріцца Андреа ді Ліберто                              | 31.662    | Польща Якуб Степун Бартош Грабовський                             | 31.673    | Литва Артурас Сея Ігнас Навакаускас                         | 31.678    |
| Б–2 500 м  | Угорщина Бенце Надаш Балінт Копас                                    | 1:31.141  | Німеччина Фелікс Франк Моріц Флорстедт                            | 1:31.434  | Литва Міндаугас Малдоніс Андрюс Олійнікас                   | 1:32.210  |
| Б–2 1000 м | Німеччина Мартін Гіллер Тамаш Гроссманн                              | 3:13.812  | Іспанія Франциско Кубельйос Іньго Пенья                           | 3:14.505  | Італія Самуеле Бурго Андреа Счера                           | 3:15.062  |
| Б–4 500 м  | Німеччина Макс Рендшмідт Том Лібшер Якоб Шопф Макс Лемке             | 1:20.282  | Словаччина Самуель Балаж Деніс Мишак Чаба Залка Адам Ботек        | 1:20.877  | Франція Максим Бомон Гульєм Бурже Кіліан Кох Гульєм Ле Флоч | 1:20.019  |
| Б–4 1000 м | Німеччина Тобіас-Паскаль Шульц Фелікс Франк Мартін Гіллер Том Лібшер | 2:53.174  | Іспанія Франциско Кубельйос Іньго Пенья Рой Родрігес Педро Вазкес | 2:53.627  | Угорщина Корнел Беке Тамаш Ерделі Чаба Ердошші Марк Місер   | 2:55.748  |

### Жінки
Неолімпійські дистанції 

#### Каное
| Дистанція  | Золото                                      | Золото    | Срібло                             | Срібло    | Бронза                                 | Бронза    |
| ---------- | ------------------------------------------- | --------- | ---------------------------------- | --------- | -------------------------------------- | --------- |
| К–1 200 м  | Антія Джаком Іспанія                        | 48.642    | Людмила Лузан Україна              | 49.271    | Ванеса Тот Хорватія                    | 49.489    |
| К–1 500 м  | Марія Корбера Іспанія                       | 2:03.586  | Людмила Лузан Україна              | 2:05.096  | Ванеса Тот Хорватія                    | 2:06.682  |
| К–1 5000 м | Марія Корбера Іспанія                       | 25:46.953 | Анніка Лоске Німеччина             | 26:42.746 | Людмила Бабак Україна                  | 26:48.788 |
| К–2 200 м  | Угорщина Джада Брагато Б'янка Надь          | 44.066    | Іспанія Марія Корбера Антія Джаком | 44.118    | Німеччина Софі Кох Ліза Ягн            | 44.879    |
| К–2 500 м  | Україна Людмила Лузан Анастасія Четверікова | 1:57.672  | Угорщина Джада Брагато Б'янка Надь | 1:58.024  | Польща Сільвія Щербинська Юлія Вальчак | 1:59.572  |

#### Байдарка
| Дистанція  | Золото                                                            | Золото    | Срібло                                                                    | Срібло    | Бронза                                                   | Бронза    |
| ---------- | ----------------------------------------------------------------- | --------- | ------------------------------------------------------------------------- | --------- | -------------------------------------------------------- | --------- |
| Б–1 200 м  | Емма Єргенсен Данія                                               | 39.848    | Аня Остерман Словенія                                                     | 40.061    | Марта Вальчикєвич Польща                                 | 30.134    |
| Б–1 500 м  | Анна Пулавська Польща                                             | 1:53.881  | Естер Рандешші Угорщина                                                   | 1:54.981  | Емма Єргенсен Данія                                      | 1:55.206  |
| Б–1 1000 м | Ноемі Папп Угорщина                                               | 4:00.276  | Юстина Іскшицька Польща                                                   | 4:00.542  | Ізабель Контрерас Іспанія                                | 4:01.419  |
| Б–1 5000 м | Естер Рандешші Угорщина                                           | 22:54.862 | Сусанна Кічалі Італія                                                     | 22:55.712 | Ева Барріос Іспанія                                      | 22:55.775 |
| Б–2 200 м  | Угорщина Бланка Кішш Анна Луц                                     | 37.352    | Польща Домініка Путто Катаржина Колодзейчик                               | 37.568    | Німеччина Пауліна Пашек Джул Гейк                        | 37.690    |
| Б–2 500 м  | Польща Кароліна Ная Анна Пулавська                                | 1:41.418  | Бельгія Гермін Пітерс Ліз Брукс                                           | 1:42.230  | Німеччина Пауліна Пашек Джул Гейк                        | 1:42.702  |
| Б–2 1000 м | Угорщина Емеше Кохалмі Естер Рандешші                             | 3:33.942  | Польща Юстина Іскшицька Катаржина Колодзейчик                             | 3:34.606  | Іспанія Богенья Лазкано Лайя Пелачс                      | 3:36.942  |
| Б–4 500 м  | Польща Кароліна Ная Анна Пулавська Адріанна Каколь Домініка Путто | 1:35.251  | Данія Перніль Кнудсен Болетт Іверсен Фредерікке Маттієнсен Сара Метьльєрс | 1:37.709  | Угорщина Бланка Кішш Анна Луц Зока Чікош Аліда Дора Ґажо | 1:37.752  |

### Параканое
Непараолімпійські дистанції 

#### Чоловіки
| Дистанція | Золото                     | Золото   | Срібло                     | Срібло           | Бронза                          | Бронза           |
| --------- | -------------------------- | -------- | -------------------------- | ---------------- | ------------------------------- | ---------------- |
| KL1       | Петер Кісс Угорщина        | 46.400   | Естебан Фаріас Італія      | 47.404           | Ремі Булле Франція              | 48.066           |
| KL2       | Федеріко Манкарелла Італія | 41.729   | Микола Синюк Україна       | 42.224           | Девід Філліпсон Велика Британія | 42.698           |
| KL3       | Хуан Валле Іспанія         | 40.939   | Матеуш Сурвіло Польща      | 41.466           | Джонатан Янг Велика Британія    | 42.006           |
| VL1       | Алессіо Бедін Італія       | 1:05.534 | Не нагороджували           | Не нагороджували | Не нагороджували                | Не нагороджували |
| VL2       | Тамаш Югач Угорщина        | 53.948   | Іджініо Ріверо Іспанія     | 55.159           | Норберто Моурао Португалія      | 55.472           |
| VL3       | Джек Еєрс Велика Британія  | 47.214   | Владислав Єпіфанов Україна | 48.932           | Едді Потдевайн Франція          | 49.104           |

#### Жінки
| Дистанція | Золото                          | Золото   | Срібло                            | Срібло   | Бронза                          | Бронза   |
| --------- | ------------------------------- | -------- | --------------------------------- | -------- | ------------------------------- | -------- |
| KL1       | Едіна Мюллер Німеччина          | 52.776   | Елеонора Де Паоліс Італія         | 54.371   | Марина Мажула Україна           | 54.659   |
| KL2       | Емма Вінгс Велика Британія      | 47.845   | Шарлотт Гендшоу Велика Британія   | 49.887   | Каталін Варга Угорщина          | 50.826   |
| KL3       | Лаура Шугар Велика Британія     | 47.443   | Нелія Барбоса Франція             | 47.784   | Гоуп Гордон Велика Британія     | 48.264   |
| VL1       | Ліллемор Кепер Німеччина        | 1:20.886 | Естер Боде Німеччина              | 1:22.677 | Кароліна Броновіч Польща        | 1:30.762 |
| VL2       | Емма Вінгс Велика Британія      | 56.036   | Жанетт Чіппінгтон Велика Британія | 1:01.034 | Кетерніна Бауерншмідт Німеччина | 1:04.521 |
| VL3       | Шарлотт Гендшоу Велика Британія | 57.020   | Гоуп Гордон Велика Британія       | 57.190   | Наталія Лагутенко Україна       | 1:01.922 |

## Результати збірної України

### Чоловіки
| Спортсмен | Дисципліна      | Попередній заїзд | Попередній заїзд | Півфінал | Півфінал | Фінал      | Фінал |
| Час | Місце           | Час              | Місце            | Час      | Місце    |            |       |
| --- | --------------- | ---------------- | ---------------- | -------- | -------- | ---------- | ----- |
| Олег Боровик Полтавська область                                                                                              | К-1 200 метрів  | 40.552           | 3 ФА             | Н/Д      | Н/Д      | 41.205     | 9     |
| Павло Алтухов Полтавська область                                                                                             | К-1 500 метрів  | 1:52.095         | 2 ПФ             | 1:50.159 | 2 ФА     | 1:49.465   | 6     |
| Павло Алтухов Полтавська область                                                                                             | К-1 1000 метрів | 3:56.039         | 4 ПФ             | 4:00.817 | 2 ФА     | 3:54.611   | 4     |
| Андрій Захаров Харківська область                                                                                            | К-1 5000 метрів | Н/Д              | Н/Д              | Н/Д      | Н/Д      | 23:56.973  | 5     |
| Віталій Вергелес Львівська областьАндрій Рибачок Волинська область                                                           | К-2 200 метрів  | Н/Д              | Н/Д              | Н/Д      | Н/Д      | 38.057     | 5     |
| Віталій Вергелес Львівська областьАндрій Рибачок Волинська область                                                           | К-2 500 метрів  | 1:51.953         | 5 ПФ             | 1:40.735 | 2 ФА     | 1:48.694   | 8     |
| Дмитро Янчук Полтавська областьТарас Міщук Полтавська область                                                                | К-2 1000 метрів | Н/Д              | Н/Д              | Н/Д      | Н/Д      | 3:35.473   | 5     |
| Валерій Гарап Дніпропетровська область                                                                                       | Б-1 200 метрів  | 36.961           | 6 ПФ             | 37.088   | 8        | Не пройшов | 14    |
| Олександр Сиромятников Херсонська область                                                                                    | Б-1 1000 метрів | 3:40.246         | 6 ПФ             | 3:40.149 | 6 ФВ     | 3:41.914   | 16    |
| Олександр Сиромятников Херсонська область                                                                                    | Б-1 5000 метрів | Н/Д              | Н/Д              | Н/Д      | Н/Д      | DNS        | DNS   |
| Валерій Гарап Дніпропетровська областьВіталій Браташ Львівська область                                                       | Б-2 200 метрів  | 33.486           | 6 ПФ             | 34.857   | 6        | Не пройшли | 12    |
| Олег Кухарик Полтавська областьІгор Трунов Полтавська область                                                                | Б-2 500 метрів  | 1:33.074         | 2 ПФ             | 1:29.953 | 1 ФА     | 1:32.679   | 6     |
| Олег Кухарик Полтавська областьДмитро Даниленко Вінницька областьІгор Трунов Полтавська областьІван Семикін Київська область | Б-4 500 метрів  | 1:20.868         | 2 ФА             | Н/Д      | Н/Д      | 1:21.019   | 5     |

### Жінки
| Людмила Лузан Полтавська область | К-1 200 метрів  | 47.669   | 1 ФА | Н/Д      | Н/Д  | 49.271     | 2  |    |    |
| Людмила Лузан Полтавська область | К-1 500 метрів  | Н/Д      | Н/Д  | Н/Д      | Н/Д  | 2:05.096   | 2  |    |    |
| Людмила Бабак Запорізька область | К-1 5000 метрів | Н/Д      | Н/Д  | Н/Д      | Н/Д  | 26:48.788  | 3  |    |    |
| Людмила Лузан Полтавська областьАнастасія Четверікова Житомирська область                                                                  | К-2 200 метрів  | Н/Д      | Н/Д  | Н/Д      | Н/Д  | 45.042     | 4  |    |    |
| Людмила Лузан Полтавська областьАнастасія Четверікова Житомирська область                                                                  | К-2 500 метрів  | Н/Д      | Н/Д  | Н/Д      | Н/Д  | 1:57.672   | 1  |    |    |
| Інна Клінова Херсонська область | Б-1 200 метрів  | 42.749   | 3 ФА | Н/Д      | Н/Д  | 43.225     | 9  |    |    |
| Олена Скворцова Херсонська область | Б-1 500 метрів  | 2:01.152 | 6 ПФ | 1:57.356 | 7 ФВ | 2:01.569   | 17 |    |    |
| Діана Рибак Житомирська область | Б-1 1000 метрів | 4:15.243 | 6 ПФ | 4:24.550 | 6    | Не пройшла | 13 |    |    |
| Діана Соловйова Київська область | Б-1 5000 метрів | Н/Д      | Н/Д  | Н/Д      | Н/Д  | KO         | KO | KO | KO |
| Анастасія Горлова Львівська областьЛюдмила Кукліновська Полтавська область                                                                 | Б-2 200 метрів  | Н/Д      | Н/Д  | Н/Д      | Н/Д  | 38.722     | 4  |    |    |
| Анастасія Горлова Львівська областьЛюдмила Кукліновська Полтавська область                                                                 | Б-2 500 метрів  | 1:51.464 | 6 ПФ | 1:47.885 | 7 ФВ | 1:52.710   | 18 |    |    |
| Діана Танько Полтавська областьНаталія Докієнко Київська область                                                                           | Б-2 1000 метрів | 3:47.495 | 3 ФА | Н/Д      | Н/Д  | 3:41.298   | 6  |    |    |
| Діана Танько Полтавська областьАнастасія Горлова Львівська областьЛюдмила Кукліновська Полтавська областьНаталія Докієнко Київська область | Б-4 500 метрів  | 1:38.448 | 8 ПФ | 1:37.077 | 3 ФА | 1:40.729   | 9  |    |    |

### Параканое
| Спортсмен(ка)                        | Дисципліна | Попередній заїзд | Попередній заїзд | Півфінал | Півфінал | Фінал    | Фінал |
| Час                                  | Місце      | Час              | Місце            | Час      | Місце    |          |       |
| ------------------------------------ | ---------- | ---------------- | ---------------- | -------- | -------- | -------- | ----- |
| Микола Синюк Рівненська область      | KL2        | 43.002           | 1 ФА             | Н/Д      | Н/Д      | 42.224   | 2     |
| Володимир Вельгун Рівненська область | KL2        | 46.640           | 4 ПФ             | 45.456   | 1 ФА     | 45.311   | 6     |
| Андрій Кривчун Полтавська область    | VL2        | Н/Д              | Н/Д              | Н/Д      | Н/Д      | DSQ      | DSQ   |
| Владислав Єпіфанов Черкаська область | VL3        | 50.070           | 1 ФА             | Н/Д      | Н/Д      | 48.932   | 2     |
| Марина Мажула Волинська область      | KL1        | Н/Д              | Н/Д              | Н/Д      | Н/Д      | 54.659   | 3     |
| Наталія Лагутенко Рівненська область | KL2        | Н/Д              | Н/Д              | Н/Д      | Н/Д      | 53.671   | 5     |
| Наталія Лагутенко Рівненська область | VL3        | Н/Д              | Н/Д              | Н/Д      | Н/Д      | 1:01.922 | 3     |